# Agenda personal

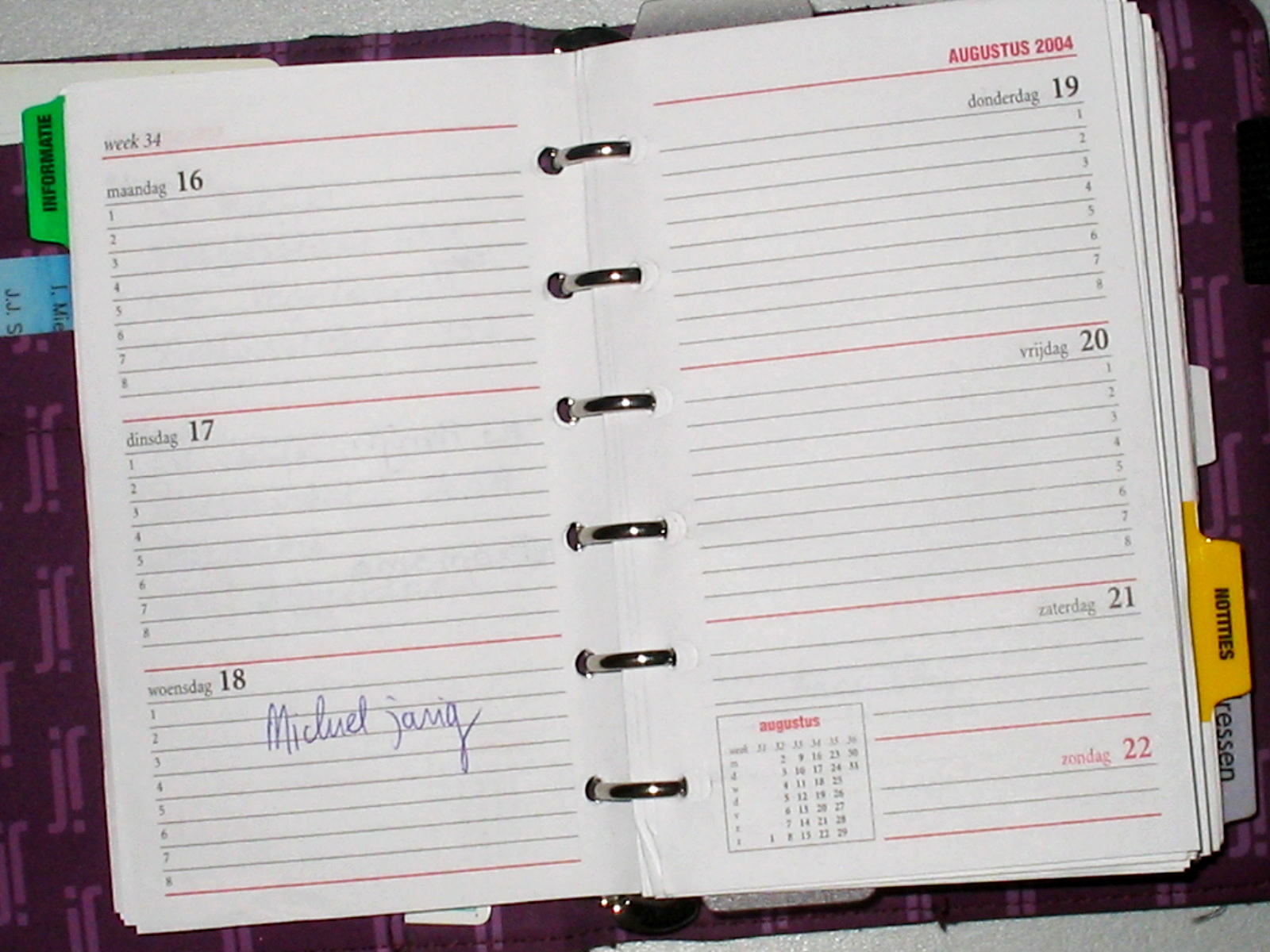
Agenda de sobremesa.

La agenda (del latín agenda, cosas que se han de hacer) es un libro o cuaderno con su parte principal originalmente en blanco, pero que con su uso se irá rellenando con las anotaciones que nos faciliten recordar y organizar los diversos eventos previstos para hacer en tiempo de ocio o en el ejercicio profesional, y los asuntos pendientes.
Es una herramienta de trabajo imprescindible para la planificación y optimización de los tiempos de un "ejecutivo", pero también para otros profesionales y en actividades como las académicas o deportivas. 
El mercado cuenta con diferentes tipos de agendas. Por su tamaño, puede ser de bolsillo, de cartera, o de sobremesa. Y por su método de organización, puede contar con una página por mes, para recordatorios elementales, algunas más para programaciones semanales, o con una página completa para cada día, que permitirá registrar las diversas actividades más detalladamente.
En toda agenda la parte principal "vacía", la sección para las anotaciones personales ordenada según el calendario, suele estar precedida por unas páginas para anotar esos datos personales que siempre deben estar a mano sobre nuestro vehículo, seguros, médicos, bancos, escuela, etc., pero se pueden encontrar ediciones corporativas específicas con secciones complementarias que incluyen particularidades personalizadas útiles para casi cada gremio profesional.
Típicamente se incluyen múltiples datos y accesorios como el santoral local del día, los nombres de los días de la semana y del mes en los idiomas más populares, citas de personajes famosos, y, secciones de consulta al final o al principio de la agenda con mapas o planos de carreteras del país y distancias entre sus ciudades, direcciones útiles y teléfonos de establecimientos de hostelería, aeropuertos, embajadas, instituciones diversas, equivalencias y conversiones de unidades de medidas, fases lunares, distintos zodiacos, listín telefónico y de direcciones privadas -en blanco, para anotar uno mismo-, un marcapáginas -o una cinta- para señalar el día actual, etc. 
Su período de vida útil es de un año, normalmente un año natural, pero puede adaptarse a un específico calendario escolar, académico o deportivo, por ejemplo, y pasado este, ya ha cumplido su función y se desecha. También las hay atemporales (sin fechar) que pueden comenzarse en cualquier momento del año y durar cuantas páginas tenga la agenda.
Las hay desde las versiones más económicas hasta las elaboradas con los materiales más nobles y consideradas como objetos de regalo o de lujo, o casi obras de arte.
La agenda es similar por su uso al dietario y el diario, aunque cada uno con sus peculiaridades.
La versión de los tiempos modernos es la agenda electrónica, como parte fundamental de una PDA o un teléfono inteligente, reloj inteligente y de otros dispositivos, que cumplirá la misma función y que se ha desarrollado con programas informáticos para utilizar en un ordenador, tableta, etc.
- Datos: Q4174106
- Multimedia: Personal organizers / Q4174106